# Anthrax fallax
Anthrax fallax är en tvåvingeart som först beskrevs av Meijere 1907.  Anthrax fallax ingår i släktet Anthrax och familjen svävflugor. Inga underarter finns listade i Catalogue of Life.